# Biblioteka Publiczna w Gostyniu
Biblioteka Publiczna w Gostyniu – biblioteka publiczna znajdująca się w Gostyniu (województwo wielkopolskie) przy ulicy Wrocławskiej, naprzeciw Zespołu Licealnego.

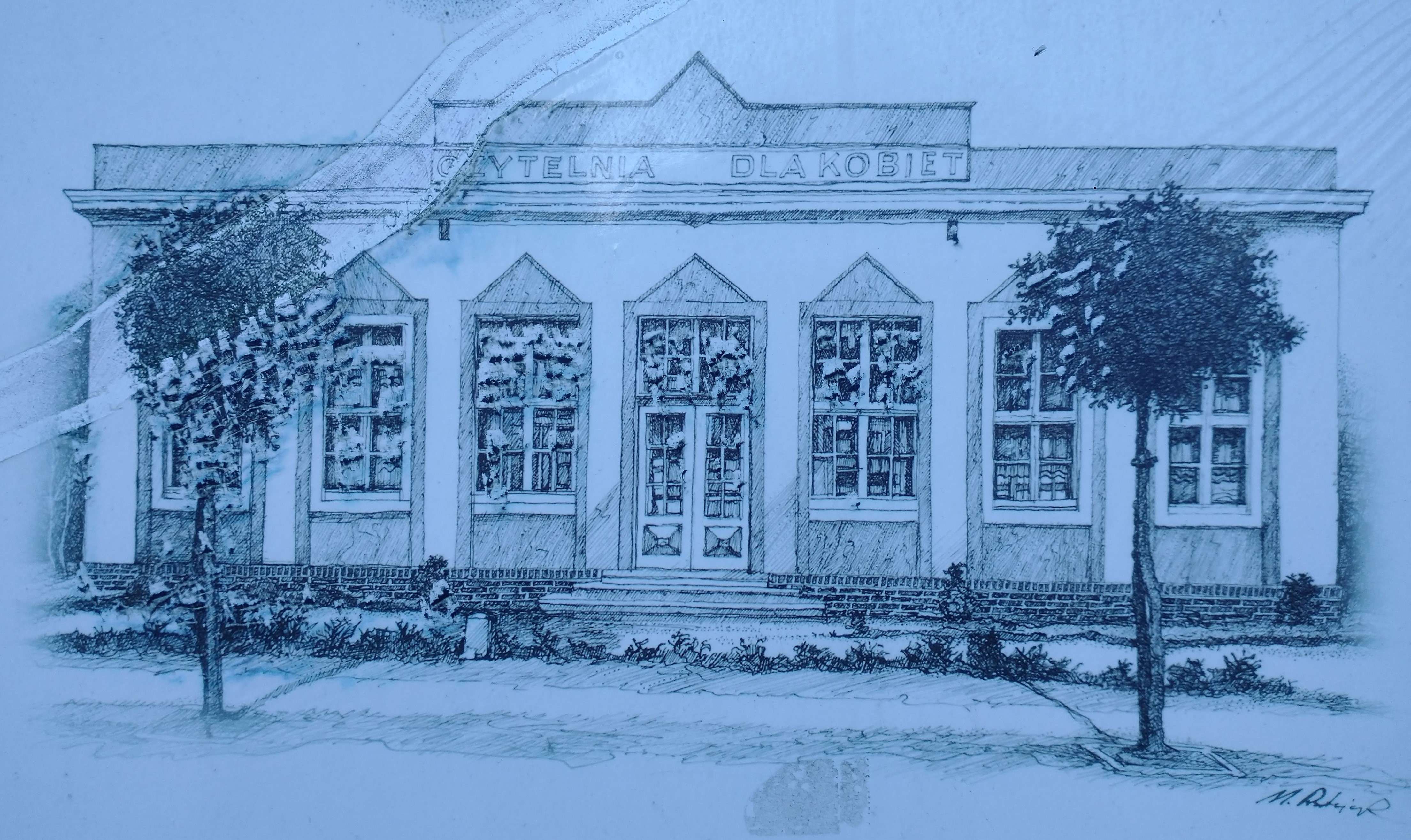
Pierwszy budynek projektu Lucjana Michałowskiego z 1934

Pierwszy budynek biblioteczny wzniosło na miejscu obecnej książnicy Towarzystwo Czytelni dla Kobiet w 1934. Projektantem tego obiektu był poznański architekt i malarz, Lucjan Michałowski. Towarzystwo działało do roku 1939. 
W 1947 budynek przejęła Powiatowa i Miejska Biblioteka Publiczna w Gostyniu, której pierwszym dyrektorem został Piotr Laurentowski. Podstawą utworzenia powojennej placówki stała się Uchwała Powiatowej Rady Narodowej w Gostyniu z 30 grudnia 1946, na mocy której 10 października 1947 otwarto w Gostyniu Powiatową Bibliotekę Publiczną. W latach 1968-1972 gmach został mocno przebudowany, zatracając całkowicie pierwotny wygląd. Dobudowano wówczas m.in. jedną kondygnację. Całość po przebudowie liczyła 900m² powierzchni, z tym że część budynku zajęły: Muzeum Ziemi Gostyńskiej i Biblioteka Pedagogiczna. 1 czerwca 1975, w wyniku nowego podziału administracyjnego Polski zmieniono nazwę placówki. Powstała Biblioteka Publiczna Miasta i Gminy w Gostyniu. Od grudnia 2001 realizuje ona również zadania biblioteki powiatowej. Proces komputeryzacji zainicjowano w 2002. Od stycznia 2015 funkcjonują automatyczne wypożyczalnie zbiorów i elektroniczne katalogi internetowe.
W 2010 Muzeum Ziemi Gostyńskiej uzyskało nową siedzibę i wyprowadziło się, w związku z czym w dawnej sali wystawienniczej na pierwszym piętrze urządzono czytelnię dla dorosłych, natomiast w biurze muzeum zgromadzono regionalia. W 2012 zmodernizowano hol parterowy i klatkę schodową, a w 2013 zmieniono wystrój i wyposażenie oddziału dziecięco-młodzieżowego.
Na elewacji zewnętrznej znajduje się mural upamiętniający Franciszkę Wilczkowiakową autorstwa Marka Woźniaka.

## Dyrektorzy
Dyrektorzy biblioteki:
- Piotr Laurentowski (1947-1964)
- Stefan Markowski (1965-1975, 1985-2002)
- Marianna Giera (1975-1984)
- Paweł Hübner (2002-2017)
- Przemysław Pawlak (od 2017)